# Comuna Iablunivka, Makariv
Iablunivka (în ucraineană Яблунівка) este o comună în raionul Makariv, regiunea Kiev, Ucraina, formată din satele Iablunivka (reședința) și Leonivka.

## Demografie
Componența lingvistică a comunei Iablunivka
     Ucraineană (94,92%)
     Rusă (4,93%)
     Alte limbi (0,15%)
Conform recensământului din 2001, majoritatea populației comunei Iablunivka era vorbitoare de ucraineană (94,92%), existând în minoritate și vorbitori de rusă (4,93%).